# Marcos Corrêa
Marcos Corrêa dos Santos (n. Río de Janeiro, 2 de octubre de 1971) conocido como Marquinhos, es un exfutbolista brasileño, delantero que debutó en 1990 en el Flamengo, además de jugar en varios equipos cariocas, también lo hizo en Chile en el Colo-Colo.

## Trayectoria
Marquinhos se inició en las divisiones inferiores de Flamengo, donde fue calificado de revelación, y como tal, fue convocado a la Selección Sub-20 de su país y jugó las eliminatorias Sudamericanas Mundial de 1991.
Debutó en el primer equipo de Flamengo en 1990. En 1993 con 22 años de edad fue convocado a la Selección para disputar la Copa América de ese año.
En 1996 fue transferido a Palmeiras, equipo en el que no logró consolidarse, siendo prestado a Juventude en 1996 y al Bahia en 1998.
En 1999 es transferido al Colo-Colo de Chile, equipo donde cumplió una buena campaña con 11 goles convertidos, a pesar de la seria crisis institucional y deportiva del club chileno en esos años.
A su regreso a Brasil desde el 2000 jugó en varios clubes locales. En 2005 junto a otros veteranos, como Odvan y Djair, condujo al Madureira a la conquista de su primer torneo, la Copa de Río Janeiro, para con posterioridad, obtener el vicecampeonato del Campeonato Carioca de 2006.

## Clubes
| Club         | País   | Año       |
| ------------ | ------ | --------- |
| Flamengo     | Brasil | 1990-1995 |
| Palmeiras    | Brasil | 1996      |
| Juventude    | Brasil | 1996      |
| Palmeiras    | Brasil | 1997      |
| Bahia        | Brasil | 1998      |
| Colo-Colo    | Chile  | 1999      |
| Portuguesa   | Brasil | 2000-2001 |
| Ponte Preta  | Brasil | 2001-2002 |
| Guarani      | Brasil | 2002-2003 |
| América (RJ) | Brasil | 2004      |
| América (RN) | Brasil | 2004      |
| Paysandu     | Brasil | 2005      |
| Madureira    | Brasil | 2005-2006 |
| Ceilândia    | Brasil | 2007      |
| Olaria       | Brasil | 2007      |
| Cidade Azul  | Brasil | 2008      |
| Americano    | Brasil | 2008      |
| Guanabara    | Brasil | 2008      |